# Skorpions Varese 1996
Questa voce raccoglie le informazioni riguardanti gli Skorpions Varese nelle competizioni ufficiali della stagione 1996. Lo sponsor principale è Sebi.

## Roster
| Roster degli Skorpions Varese (1996) |
| --- |
| Quarterback - 12 Paolo Zanella QB/P - -- A. Dell'Aquila Running Back - -- Enzo Petrillo Wide Receiver - 80 Sem Molinari - 81 Matteo Antoni Offensive Linemen Defensive Linemen Linebacker Defensive Back - -- Igor Petrillo Special Team |

## Campionato Silver League FIAF 1996

### Regular season
| Varese 9 marzo 1996, ore week 1 | Sebi Skorpions Varese | 8 – 48 | Coopser Aquile Ferrara | C.S. Comunale di San Fermo, via Mori |

| Firenze 24 marzo 1996, ore week 2 | Renegades Firenze | 27 – 6 | Sebi Skorpions Varese | Campo Galluzzo, via V. Biagini |

| Varese 30 marzo 1996, ore week 3 | Sebi Skorpions Varese | 52 – 22 | Condor Grosseto | C.S. Comunale di San Fermo, via Mori |

| Trieste 13 aprile 1996, ore week 4 | Crazy Bull Stars Trieste | 15 – 16 | Sebi Skorpions Varese | Stadio Pino Grezar, via dei Macelli |

| Varese 30 marzo 1996, ore week 5 | Sebi Skorpions Varese | 8 – 19 | Renegades Firenze | C.S. Comunale di San Fermo, via Mori |

| Grosseto 12 maggio 1996, ore week 6 | Condor Grosseto | 26 – 6 | Sebi Skorpions Varese | Campo Nuova Grosseto |

| Varese 19 maggio 1996, ore week 7 | Sebi Skorpions Varese | 20 – 36 | Redskins Verona | C.S. Comunale di San Fermo, via Mori |

### Playoff
| Piacenza 2 giugno 1996, ore Quarti di Finale | Edicart Nightmare Piacenza | 26 – 14 | Sebi Skorpions Varese | Campo Besurica, via Piacentia |

## II Memorial Elvio Ancillani 1996

### Regular season
| Belluno 7 settembre 1996 Semifinale | Fighters Pordenone | p – v referto | Sebi Skorpions Varese | Stadio Comunale |

| Belluno 8 settembre 1996 Finale | Grifoni Belluno | p – v referto | Sebi Skorpions Varese | Stadio Comunale |

## Statistiche di squadra
| Competizione                | %Vittorie | In casa | In casa | In casa | In casa | In casa | In casa | In trasferta | In trasferta | In trasferta | In trasferta | In trasferta | In trasferta | Totale | Totale | Totale | Totale | Totale | Totale |
| Competizione                | %Vittorie | G       | V       | N       | P       | Pf      | Ps      | G            | V            | N            | P            | Pf           | Ps           | G      | V      | N      | P      | Pf     | Ps     |
| --------------------------- | --------- | ------- | ------- | ------- | ------- | ------- | ------- | ------------ | ------------ | ------------ | ------------ | ------------ | ------------ | ------ | ------ | ------ | ------ | ------ | ------ |
| Campionato                  | .286      | 4       | 1       | 0       | 3       | 88      | 125     | 3            | 1            | 0            | 2            | 28           | 68           | 7      | 2      | 0      | 5      | 116    | 193    |
| Playoff                     | .250      | -       | -       | -       | -       | -       | -       | 1            | 0            | 0            | 1            | 14           | 26           | 1      | 0      | 0      | 1      | 14     | 26     |
| II Memorial Elvio Ancillani | 1.000     | -       | -       | -       | -       | -       | -       | 2            | 2            | 0            | 0            | ?            | ?            | 2      | 2      | 0      | 0      | ?      | ?      |
| Totale                      | .400      | 4       | 1       | 0       | 3       | 88      | 125     | 6            | 3            | 0            | 3            | 42+?         | 94+?         | 10     | 4      | 0      | 6      | 130+?  | 219+?  |